# La Montagne volante
La Montagne volante est un roman autrichien de langue allemande de Christoph Ransmayr, publié  par S. Fischer Verlag à Francfort en 2006.
La traduction français, signée Bernard Kreiss, paraît chez Albin Michel en 2008.

## Trame narrative
Deux jeunes Irlandais, frères, autrefois très proches, longtemps séparés, se rejoignent dans la ferme familiale, puis partent pour tenter la première ascension d'une très haute montagne, au Tibet oriental, le Phur-Ri (La Montagne volante), aperçue par un unique pilote chinois.
Liam organise le voyage, et obtient les autorisations officielles chinoises, pour un parcours Lhassa-Chengdu, avec toutes contraintes et restrictions, à visée scientifique (un vide cartographique), dans la région de la Cha-Ri (Montagne aux Oiseaux), sans jamais évoquer le Phur-Ri ni le Te-Ri (Montagne des Nuages). L'escorte officielle se compose de gardes, guides et surveillants, avant d'être confiés aux Khampas du clan de Nyema.
L'action se déroule dans les années 1990-2000, avec une bonne utilisation d'internet, et n'occulte rien de l'Incorporation du Tibet à la république populaire de Chine. Au retour, Liam efface les mémoires des ordinateurs, en même temps que le reste de l'héritage. 
Le narrateur principal, rétrospectif, est Pad, survivant, revenu à Horse Island, pour liquider la ferme. Il entremêle ce qu'il a su retenir de l'enfance, de l'adolescence (Captain Daddy), et de ces trois ou quatre mois au Tibet, des marches, des gens (clan, monastères, ermite), des objets (cagoule, calebasse, drapeaux de prières), des mythes (Dhjemo (p. 192 ou Yeti), de la lente séparation d'avec son frère, de l'observation du ciel (diurne comme nocturne, Scorpion, Orion, Bételgeuse, Régulus, Spica...), le plus haut point mesuré de notre vie (p. 332).

## Découpage
1. Résurrection à Kham. Tibet oriental. XXIe siècle.
2. Horse Island. L'héritage de West Cork (en).
3. Insomniaque au bord du Yangtsekiang. Insomniaque dans les Cahas.
4. Arrivée des hommes de la mer. Une manœuvre de diversion.
5. Maître Cœur froid. Billard dans la neige.
6. Elle dit son nom. Lieu sans rêves.
7. La Montagne volante : l'histoire de Nyema.
8. La Montagne des Oiseaux. Le cagoulé. Une parade dans la neige.
9. La fiancée du ciel. Retour sans encombre. Avertissements.
10. Au lac. L'invention de l'écriture. Heures d'apprentissage.
11. Constellations. La fin d'une géante.
12. Chemins solitaires. Un gardien de son frère.
13. Dans les profondeurs. Réconfort de la force propre.
14. Dans les hauteurs. Apparitions célestes.
15. Drogsang ou le beau pâturage. Au camp de base.
16. Poursuivant, poursuivi. Une cordée.
17. Prisonniers. Le cadeau.
18. Épilogue : pas

## Personnages
- Les Irlandais :
  - Liam, sédentaire, ancien programmeur, passé par Hong-Kong, cartographe, néo-rural, sauveteur en mer, installé dans la vieille ferme familiale, nouvelle construction ouverte sur les ruines de l'ancienne, avec douze vaches de montagne et plus de cent moutons Targhee, cinq chiens de berger et deux calculatrices rapides (p. 22), connecté jour et nuit (p. 26), caméras scellées dans le roc, et alpiniste,
  - Pad, Padraic (p. 320), ou Mousepad, voyageur et/ou nomade, marin, machiniste ou soutier,
  - le père, Fergus, natif de Ballinascarty (en) (Comté d'York), partisan de la vraie Irlande dans toutes ses diasporas, activiste de l'IRA (p. 170), enterré au cimetière de Glengarriff (en) (Comté de Cork, extrême sud-ouest de l'Irlande), sous une pierre tombale A Gentleman,
  - la mère, Shona, native de Belfast, qui a quitté le domicile et la famille, pour l'électricien Duffy, un Irlandais protestant, un Souper,
  - les amis (p. 83).
- Les Khampas : (en excluant les Chinois, les accompagnateurs et le chauffeur-commerçant-garant de Ya'an),
  - le clan de Nyema, 42 personnes, 5 tentes, 96 yaks, 8 molosses,
    - Tsering Dorje, et ceux de sa tente (p. 158),
    - sa fille Nyema, la seule du clan à avoir vu Lhassa et à parler anglais, veuve de Tashi Gyieltso (exécuté au Nangpa La), et son nourrisson Nashi,
    - le berger chanteur,

## Écriture
Le texte est entièrement écrit en vers libres, qui, en français, facilitent la lecture.
Le texte est aussi constellé de figures poétiques : 
- Il neige des papillons. Lève-toi (p. 17).
- un ondoyant ruban filigrané / franchissant une crête sans neige, survolant le drapé / de la vallée suivante, filant sans jamais changer de cap, / toujours direction plein ouest, / comme si l'unique but d'un tel essaim de papillons / était de rattraper la lumière en voie de disparition / et de la tirer en arrière par-dessus les bords de la nuit (p. 178).
- Il flamboyait entre les nuages, brièvement, tandis que nous respirions à grand-peine, pour disparaître de nouveau l'instant d'après, dans le bleu de plus en plus sombre du ciel puis dans le noir menaçant de l'espace cosmique qui commençait à se pencher sur nous à travers les rideaux de glace lacérés (p. 60).
- ...et les champs de drapeaux de prières dont les côtés / mesuraient deux, voire trois cents mètres, des champs / ondoyants qui bruissaient dans le vent, des champs / de clous qui devaient empêcher une montagne de six / mille mètres de haut de s'envoler / et de se dissiper dans les airs (p. 148.
- Au sommet / bouillonnait, moutonnait, écumait une mer d'eau douce (p. 336).
- C'était donc cela, le sommet, / ce qui se levait là, devant nous, / un poing blanc qui se serrait / et se tendait lentement vers le haut (p. 340) ?

L'incipit est net : Je mourus / à 6 840 mètres au-dessus du niveau de la mer / le quatre mai de l'année du Cheval (p. 9).
L'explicit l'est aussi : Alors j'entends le chœur des bruits de la tempête, / j'entends la maison qui gémit, assaillie de toutes parts, / entends le tonnerre du ressac en contrebas / et me rendors tranquillisé, soulagé / à la pensée qu'à Horse Island tout est régél / et qu'il me suffit d'attendre / que le vent faiblisse, / que la mer s'apaise (p. 351).

## Éditions françaises
- Albin Michel, 2008, 356 pages  (ISBN 978-2-226-18206-7) (premières pages, en PDF : )
- LGF, coll. « Le Livre de poche » no 31672, 2010, 376 pages  (ISBN 978-2-253-12-823-6)

## Réception
La réception allemande est plutôt positive,.
La réception francophone est très positive,,,,.
La réception anglophone est favorable et vaut au livre une présélection au Prix international Man-Booker 2018.
- Prix ITAS du Livre de montagne (it) 2009.